# Marisa Mion
Marisa Mion (1945) è un'ex sciatrice alpina italiana.

## Biografia
Sciatrice polivalente originaria di Pila, Marisa Mion debuttò in campo internazionale in occasione del Palio delle Dolomiti 1967 (Monte Bondone, 1-3 febbraio), classificandosi 16ª nella discesa libera e 17ª nello slalom gigante, e prese per l'unica volta il via in Coppa del Mondo il 3 marzo dello stesso anno a Sestriere in discesa libera (26ª); disputò la sua ultima gara il giorno successivo nella medesima località, lo slalom speciale valido per il trofeo Arlberg-Kandahar ma non per la Coppa del Mondo, senza completare la prova. Non prese parte a rassegne olimpiche o iridate; dopo il ritirò lavorò a lungo come maestra di sci a Pila, ricoprendo l'incarico di presidente della locale scuola sci dal 2002 al 2008.

## Palmarès

### Campionati italiani
- 1 medaglia[6]:
  - 1 argento (slalom speciale nel 1965)

### Campionati italiani juniores
- 2 ori (discesa libera, slalom speciale nel 1965)[1]